# Championnat des Antilles néerlandaises de football 1984
Navigation
Saison précédente Saison suivante
La saison 1984 du Championnat des Antilles néerlandaises de football est la vingt-deuxième édition de la Kopa Antiano, le championnat des Antilles néerlandaises. Les deux meilleures équipes d'Aruba, de Bonaire et de Curaçao se rencontrent lors d'un tournoi inter-îles. 
Le tournoi s'articule en deux phases :
- Un premier tour oppose en matchs aller-retour un champion d'une île au vice-champion d'une autre île. Le vainqueur se qualifie pour la suite de la compétition.
- Les trois équipes qualifiées sont regroupées au sein d'une poule où elles affrontent une fois leurs adversaires.

C'est le Sport Unie Brion-Trappers, double tenant du titre, qui est à nouveau sacré cette saison après avoir terminé en tête du groupe, devant l'autre représentant curacien, le CRKSV Jong Holland. Il s’agit du cinquième titre de champion des Antilles néerlandaises de l’histoire du club.
Le vainqueur de la Kopa Antiano et le finaliste se qualifient pour la Coupe des champions de la CONCACAF 1985.

## Compétition
Le barème utilisé pour établir le classement est le suivant :
- Victoire : 2 points
- Match nul : 1 point
- Défaite : 0 point

### Championnat d'Aruba

#### Phase régulière
| Rang | Équipe               | Pts | J | G | N | P | Bp | Bc | Diff |
| ---- | -------------------- | --- | - | - | - | - | -- | -- | ---- |
| 1    | SV DakotaT           | 7   | 6 | 3 | 1 | 2 | 6  | 5  | +1   |
| 2    | San Luis Deportivo   | 7   | 6 | 3 | 1 | 2 | 6  | 10 | -4   |
| 3    | SV Estrella          | 6   | 6 | 3 | 0 | 3 | 11 | 6  | +5   |
| 4    | SV Racing Club Aruba | 4   | 6 | 1 | 2 | 3 | 4  | 6  | -2   |

|  | Qualification pour la finale et la Kopa Antiano |
|  | T : Tenant du titre                             |

#### Finale
| Équipe 1           | Résultat | Équipe 2  |
| ------------------ | -------- | --------- |
| San Luis Deportivo | 1 - 0    | SV Dakota |

### Championnat de Bonaire
- Le SV Juventus est sacré champion de Bonaire devant le Real Rincon. Les deux clubs se qualifient pour la Kopa Antiano.

### Championnat de Curaçao

#### Phase régulière
| Rang | Équipe                     | Pts | J  | G | N | P | Bp | Bc | Diff |
| ---- | -------------------------- | --- | -- | - | - | - | -- | -- | ---- |
| 1    | CRKSV Jong Holland         | 18  | 14 | 6 | 6 | 2 | 15 | 8  | +7   |
| 2    | CRKSV Jong Colombia        | 16  | 14 | 5 | 6 | 3 | 13 | 7  | +6   |
| 3    | RKVFC Sithoc               | 15  | 14 | 5 | 5 | 4 | 12 | 12 | 0    |
| 4    | Sport Unie Brion-TrappersT | 14  | 14 | 4 | 6 | 4 | 16 | 12 | +4   |
| 5    | Union Deportivo Banda Abou | 14  | 14 | 4 | 6 | 4 | 9  | 10 | -1   |
| 6    | Hubentut Korsou            | 13  | 14 | 4 | 5 | 5 | 14 | 13 | +1   |
| 7    | RKSV Centro DominguitoP    | 12  | 14 | 4 | 4 | 6 | 8  | 16 | -8   |
| 8    | SV Victory Boys            | 10  | 14 | 2 | 6 | 6 | 9  | 18 | -9   |

|  | Qualification pour le Kaya 4                       |
|  | Relégation directe en Tweede Divisie               |
|  | T : Tenant du titre P : Promu de deuxième division |

#### Kaya 4
| Rang | Équipe                     | Pts | J | G | N | P | Bp | Bc | Diff |  | Résultats (▼ dom., ► ext.) | JHo | SUBT | Sit | JCo |
| ---- | -------------------------- | --- | - | - | - | - | -- | -- | ---- |  | -------------------------- | --- | ---- | --- | --- |
| 1    | CRKSV Jong Holland         | 5   | 3 | 2 | 1 | 0 | 4  | 0  | +4   |  | CRKSV Jong Holland         |     |      |     | 3-0 |
| 2    | Sport Unie Brion-TrappersT | 5   | 3 | 2 | 1 | 0 | 4  | 1  | +3   |  | Sport Unie Brion-TrappersT | 0-0 |      |     | 2-0 |
| 3    | RKVFC Sithoc               | 2   | 3 | 1 | 0 | 2 | 2  | 3  | -1   |  | RKVFC Sithoc               | 0-1 | 1-2  |     |     |
| 4    | CRKSV Jong Colombia        | 0   | 3 | 0 | 0 | 3 | 0  | 6  | -6   |  | CRKSV Jong Colombia        |     |      | 0-1 |     |

|  | Qualification pour la finale et la Kopa Antiano |
|  | T : Tenant du titre                             |

#### Finale
| Équipe 1           | Résultat | Équipe 2                     | Aller | Retour |
| ------------------ | -------- | ---------------------------- | ----- | ------ |
| CRKSV Jong Holland | 1 - 2    | Sport Unie Brion-Trappers'T' | 1 - 1 | 0 - 1  |

### Kopa Antiano

#### Premier tour
| Équipe 1                   | Résultat | Équipe 2           | Aller | Retour |
| -------------------------- | -------- | ------------------ | ----- | ------ |
| Sport Unie Brion-TrappersT | 3 - 1    | SV Dakota          | 2 - 0 | 1 - 1  |
| SV Juventus                | 1 - 5    | CRKSV Jong Holland | 1 - 3 | 0 - 2  |
| San Luis Deportivo         | 3 - 1    | Real Rincon        | 2 - 1 | 1 - 0  |

#### Poule finale
| Rang | Équipe                     | Pts | J | G | N | P | Bp | Bc | Diff |  | Résultats (▼ dom., ► ext.) | SUBT | JHo | SLD |
| ---- | -------------------------- | --- | - | - | - | - | -- | -- | ---- |  | -------------------------- | ---- | --- | --- |
| 1    | Sport Unie Brion-TrappersT | 3   | 2 | 1 | 1 | 0 | 7  | 1  | +6   |  | Sport Unie Brion-TrappersT |      |     | 6-0 |
| 2    | CRKSV Jong Holland         | 2   | 2 | 0 | 2 | 0 | 1  | 1  | 0    |  | CRKSV Jong Holland         | 1-1  |     |     |
| 3    | San Luis Deportivo         | 1   | 2 | 0 | 1 | 1 | 0  | 6  | -6   |  | San Luis Deportivo         |      | 0-0 |     |

|  | Qualification pour la Coupe des champions de la CONCACAF 1985 |
|  | T : Tenant du titre                                           |

## Bilan de la saison
| Championnat des Antilles néerlandaises de football 1984 |                                      |
| Champion                                                | Sport Unie Brion-Trappers (5e titre) |
| Qualifications continentales                            |                                      |
| Coupe des champions de la CONCACAF 1985                 | Sport Unie Brion-Trappers            |
| Coupe des champions de la CONCACAF 1985                 | CRKSV Jong Holland                   |
| Promotions et relégations                               |                                      |
| Promus en Kopa Antiano                                  | Aucun                                |
| Relégués                                                | Aucun                                |